# 惰性67パーセント
『惰性67パーセント』（だせいろくじゅうななパーセント）は、紙魚丸による日本の漫画。『ウルトラジャンプ』（集英社）にて、2014年8月号より2022年7月号まで連載。

## ストーリー
美術系の大学（モデルは作者の母校である東京造形大学）に通う、女子大学生・吉澤みなみ。リア充とは言い難い彼女の住む部屋には、毎日友達が入り浸っていた。

## 登場人物
吉澤 みなみ（よしざわ みなみ）
身長164センチメートル:1、バスト92:1、ウエスト64:1、ヒップ88:1、趣味：漫画・イラストを描くこと:1、好きな物：酒・やきとり・ネット通販:1
本作の主人公。美術大学の絵画科所属。漫画研究会所属。1年浪人して美大に入った。家族に弟がいる:128。ウニと青紫蘇とセロリが嫌い。貧乏。
北原 萌（きたはら もえ）:1
身長162センチメートル:1、バスト80:1、ウエスト59:1、ヒップ84:1、趣味：ファーストフード店のトレーマット集め:1、好きなもの：酒・タバコ・ギャンブル:1
美術大学のデザイン科所属。姉と兄がいる。
西田（にしだ）
美術大学のアニメ科所属。童貞:108。身長170センチメートル:158。
伊東（いとう）
美術大学所属。彫塑や料理等、手先が器用。上沼と交際している。身長180センチメートル:158。
上沼 智子（かみぬま ともこ）
美術大学絵画科の後輩。吉澤の予備校からの後輩。オカルト系が好きだが、半端に話題にされると激昂する。寝巻きは中高のジャージ。身長165センチメートル:158。
五木 順子（いつき じゅんこ）
美術大学絵画科の後輩。何でも触ってみたがる性格。何故か生物系の知識に長ける。目を開けて寝る。弟がいる。身長150センチメートル:158。
立川（たちかわ）
美術大学アニメ科所属、西田の後輩。性に奔放。身長155センチメートル:158。

## 書誌情報
- 紙魚丸 『惰性67パーセント』 集英社〈ヤングジャンプ・コミックス・ウルトラ〉、全9巻
  1. 2015年8月24日発行（8月19日発売[集 1]）、ISBN 978-4-08-890233-3
  2. 2016年6月22日発行（6月17日発売[集 2]）、ISBN 978-4-08-890413-9
  3. 2017年5月24日発行（5月19日発売[集 3]）、ISBN 978-4-08-890648-5
  4. 2018年4月24日発行（4月19日発売[集 4]）、ISBN 978-4-08-891002-4
  5. 2019年2月24日発行（2月19日発売[集 5]）、ISBN 978-4-08-891220-2
  6. 2020年1月22日発行（1月17日発売[集 6]）、ISBN 978-4-08-891474-9
  7. 2020年11月24日発行（11月19日発売[集 7]）、ISBN 978-4-08-891707-8
  8. 2021年10月24日発行（10月19日発売[集 8]）、ISBN 978-4-08-892112-9
  9. 2022年8月24日発行（8月19日発売[集 9]）、ISBN 978-4-08-892408-3